# Brasowe
Brasowe (prononciation : [braˈsɔvɛ]) est une localité polonaise de la gmina de Herby, située dans le powiat de Lubliniec en voïvodie de Silésie.